# Reacción de Wolff
La reacción de Wolff es una reacción de reorganización que transforma una α-diazo-cetona en una cetena. Esta reacción fue descrita por Ludwig Wolff en 1912.
La reorganización es catalizada por la luz, calor, o un metal de transición que actúe como catalizador, como el óxido de plata. Se desprende gas nitrógeno que forma un complejo de transición en una reorganización 1,2, paso clave en la síntesis de Arndt-Eistert.
Según recientes investigaciones, la reacción de Wolff se produce en mediante un proceso electroquímico en el que el óxido de plata es reducido a plata elemental en forma de nanopartículas (de 2-4 nm de diámetro) que activa la descomposición de la diazocetona y la formación de un radical.